# Vinnius uncatus
Vinnius uncatus là một loài nhện trong họ Salticidae.
Loài này thuộc chi Vinnius. Vinnius uncatus được Eugène Simon miêu tả năm 1902.